# كوبريت
الكوبريت أو خام النحاس الأحمر (بالإنجليزية: Cuprite)‏، هي معدن أكسيد اشتق اسمه من الكلمة اللاتينية (باللاتينية: Cuprum) بمعنى نحاس، إشارةً إلى التركيب الكيميائي للمعدن، وهو عبارة عن أكسيد النحاس (Cu = 88.82%، O2 = 11.18%(،

## الخواص
يتبلور الكوبريت في فصيلة المكعب، نظام سداسي الثماني الأوجه، ويوجد عادة في هيئة مكعبات عليها أشكال ثمانية الأوجه والإثني عشر وجهاً معينياً. وقد يوجد في هيئة بلورات شعرية وفي هذه الهيئة يعرف باسم كالكوتريكيت. كما يوجد المعدن في هيئة حبيبات دقيقة أو كتل.
لون المعدن أحمر ياقوتي أو قرمزي وأحياناً أسود وبريقه ماسي إلى معتم، ومخدشه أحمر بني وصلادته تتراوح بين 3.5 – 4، الانفصام ثماني الأوجه غير واضح، المكسر غير مستو، والوزن النوعي هو 6.1.

## التكوين والتواجد
يعتبر الكوبريت من الخامات الثانوية الهامة للنحاس، وقد نشأ من تأكسد المعادن النحاسية المختلفة، لذا فهو يوجد عادة في الأجزاء العليا المتأكسدة من عروق النحاس مصاحباً معادن النحاس الثانوية الأخرى، مثل النحاس العنصري والملاكيت والازوريت والريزوكولا، وكذلك معدن الليمونيت والكالكوبيريت.
يوجد الكوبريت في مناطق كثيرة من العالم، من أهمها منطقة شيس بفرنسا ومنطقة كورنوول بإنجلترا، كما يوجد في المجر وتشيلي وبيرو وبوليفيا وأستراليا والكونغو وجنوب غرب أفريقيا وجبال الأورال، وولاية أريزونا في الولايات المتحدة الأمريكية.